# Международная ассоциация белорусистов
Международная ассоциация белорусистов (МАБ) (бел. Міжнародная асацыяцыя беларусістаў, англ. International Association of Belarusian studies — общественное объединение научной и культурно-просветительской деятельности, объединяющее исследователей в области социальных и гуманитарных наук, учителей, деятелей культуры и образования, переводчиков со всего мира, изучающих культурное и историческое наследие и современное развитие белорусского народа, других народов Беларуси, способствуют расширению и популяризации знаний о Беларуси, способствуют взаимодействию белорусского народа с другими народами.
Официальный адрес организации: 220050, г. Минск, ул. К. Маркса, 31.

## Цели и задачи
Предметом деятельности МАБ является сотрудничество белорусов мира в научной, культурной и образовательной сферах. Цель МАБ — сотрудничество с белорусами по всему миру. Для этого решаются следующие задачи: сбор, систематизация и распространение информации в области белорусоведения; проведение международных конгрессов белорусов и других научных и культурных мероприятий; издательская деятельность; поощрение участия учёных зарубежных стран в белорусских научных конференциях и белорусских учёных в зарубежных конференциях; помощь в обучении белорусскому языку за пределами Беларуси.

## История
Созданию Ассоциации предшествовал ряд международных мероприятий, проведенных в республике и за её пределами. Так, в 1990 году по инициативе директора Славяно-балтийского семинара Ф. Шольца и заведующего отделом Института литературы АН Беларуси В. Соколовского в Мюнстере (Германия) состоялся симпозиум «Беларусь и Запад». В симпозиуме приняли участие более 30 славистов, 12 из которых выступили с научными докладами, посвящёнными рассмотрению проблем взаимодействия белорусской культуры с культурами Германии и других европейских стран. В том же году в Варшаве состоялась международная конференция, посвященная юбилею Франциска Скорины. Участники этого международного форума избрали оргкомитет по созданию международного общества белорусистов.
Ассоциация была образована 26 мая 1991 года на Учредительном конгрессе в Минске. Соучредителями ассоциации выступили Министерство образования Республики Беларусь, Министерство иностранных дел Республики Беларусь, Министерство культуры Республики Беларусь и Национальная академия наук Беларуси.

## Деятельность
Проведены Международные конгрессы белорусов:
- I — 25–27 мая 1991 г., г. Минск.
- II — «Беларусь между Востоком и Западом», 15–18 мая 1995 г., г. Минск.
- III — Первая сессия: «Беларусь и мировое сообщество: взаимодействие и взаимообогащение культур (К 2000-летию христианства)», 21-25 мая 2000 г., Минск. 
  - Вторая сессия — «Белорусская культура в диалоге цивилизаций», 4–7 декабря 2000 г., г. Минск.
- IV — «Белорусская культура в контексте европейских культур», 6–9 июня 2005 г., г. Минск.
- V — 20–21 мая 2010 г., г. Минск[3].
- VI — 27–29 мая 2015 г., г. Минск. Форум стал первым из мероприятий, приуроченных к 500-летию белорусского и восточнославянского книгопечатания[4].

С 1993 года в созданной МАБ серии «Беларусіка=Albaruthenica» издаются сборники по истории белорусской культуры.
В 1996–2002 годах МАБ издавал ежемесячный информационно-аналитический и культурный бюллетень «Контакты и диалоги» (всего 82 выпуска). В 2000 году вышло два выпуска бюллетеня (первый из них — сдвоенный) на английском языке. С марта 2003 года «Контакты и диалоги» издаются на отдельных страницах в газете «Голос Родины».
Авторский коллектив, состоящий из представителей Международной ассоциации белорусистов и Совета Федеральной национально-культурной автономии «Белорусы России», в 2013 году создал энциклопедический справочник «Сузор’е беларускага памежжа: беларусы і народжаныя ў Беларусі ў суседніх краінах». Для создания книги авторы много лет кропотливо работали совместно с белорусами пограничья, куда вошли все страны, образовавшиеся на территории бывшего СССР, а также Польша.
27–28 июня 2014 года на филологическом факультете Белорусского государственного университета состоялась традиционная международная научная конференция «Белорусско-польские языковые, литературные, исторические и культурные связи», которая проходит ежегодно попеременно в Беларуси и Польше. В ней приняли участие исследователи из Беларуси, Польши и Германии. Организаторами конференции выступили Международная ассоциация белорусистов и филологический факультет БГУ при поддержке Польского института в Минске.
В марте 2019 года Национальная библиотека Беларуси ко Дню знаний и Дню белорусской письменности презентовала факсимильное издание первого белорусского «Букваря» (1618 год). В работе над изданием принимали участие Международная ассоциация белорусистов, Библиотека Почетного общества Миддл Темпл в Лондоне и Белорусский государственный университет. Цифровая копия «Букваря» была передана в 2018 году Национальной библиотеке Беларуси Королевской библиотекой Дании.
Труды участников организации издаются также в серии книг «Зарубежная белорусистика» Белорусского государственного университета. В частности, в феврале 2021 года был издан  сборник трудов «Выбраныя працы па беларускім мовазнаўстве» австрийского лингвиста, заместителя председателя Международной ассоциации белорусистов профессора Зальцбургского университета Германа Бидера. В нём представлено более 50 публикаций, в том числе датируемая 1973 годом статья о языке исторического документа «Статут Великого княжества Литовского 1529 года». В книгу включены также копии рукописи первой белорусской грамматики Антона Луцкевича, предназначенной для учительских курсов в 1915/1916 учебном году.

## Руководство
С мая 1991 года по июнь 2005 года председателем МАБ был профессор Адам Мальдис. В 2005–2010 годах организацию возглавлял Сергей Запрудский, доцент кафедры истории белорусского языка Белорусского государственного университета, кандидат филологических наук. С 2010 года председателем МАБ являлся Михаил Костюк (НАН Беларуси, Институт истории). Заместители председателя: Герман Бидер (Австрия, Зальцбургский университет), Зинаида Гимпелевич (Канада, Университет Ватерлоо), Юрий Лабынцев (Россия, Москва, Российская академия наук), Григорий Пивторак (Украина, Киев, Национальная академия наук Украины), Михал Саевич (Польша, Люблинский университет), Александр Суша (Национальная библиотека Беларуси). Учёный секретарь — Ирина Савицкая.
В 2015 году делегатами VI Международного конгресса белорусов председателем Международной ассоциации белорусов (МАБ)  был избран заместитель директора по научной и издательской деятельности Национальной библиотеки Беларуси Александр Суша.